# Peremyšljany
Peremyšljany (ukrajinsky Перемишляни, polsky Przemyślany, rusky Перемышляны; česky Přemyšlany) jsou město v Lvovské oblasti na Ukrajině. K roku 2004 v něm žilo přes sedm tisíc obyvatel.

## Poloha
Peremyšljany leží na řece Hnyla Lypa, přítoku Dněstru. Od Lvova, správního střediska oblasti, jsou vzdáleny bezmála padesát kilometrů jihovýchodně.

## Dějiny
První písemná zmínka je z roku 1437. V roce 1623 dostalo město městská práva.
Od roku 1909 vedla přes město místní železniční trať Lvov – Pidhajci, po druhé světové válce však nebyla obnovena.
Po konci první světové války připadly Peremyšljany do druhé Polské republiky, kde patřily od roku 1921 do Tarnopolského vojvodství.
Za druhé světové války je krátce držel Sovětský svaz a pak až do roku 1944 nacistické Německo.

### Rodáci
- Naftule Brandwein (1889–1963), klezmerový klarinetista